# 天山碱茅
天山碱茅（学名：Puccinellia tianschanica）为禾本科碱茅属下的一个种。